# 黑斯廷斯 (北達科他州)
黑斯廷斯（英語：Hastings）是位於美國北達科他州巴恩斯縣的非建制地區。

## 歷史
黑斯廷斯的郵局於1890年設立，其後於1967年停運。

## 地理
黑斯廷斯所處的海拔為高於海平面444米（即1457英呎），而該地所採用的時區為UTC-6，即北美中部时区（CST）。同時該地設有夏令時間，為UTC-6調快一小時，即UTC-5（CDT）。